# Садковецька сільська рада
| Садковецька сільська рада — сільська рада в Україні, у Шаргородському районі Вінницької області з адміністративним центром у селі Садківці. Сільській раді підпорядковані населені пункти: - с. Садківці |

## Склад ради
Рада складається з 12 депутатів та голови.
| Садковецька сільська рада | Садковецька сільська рада | Садковецька сільська рада    | Садковецька сільська рада | Садковецька сільська рада                                                                                |
| № зп                      | № округу                  | Прізвище, ім'я, по батькові  | Дата визнання обраним     | Відомості про обраного депутата                                                                          |
| Партія регіонів           | Партія регіонів           | Партія регіонів              | Партія регіонів           | Партія регіонів                                                                                          |
| ------------------------- | ------------------------- | ---------------------------- | ------------------------- | --- |
| 1                         | 3                         | Доскач Ольга Вікторівна      | 2 листопада 2010 р.       | Освіта вища, позапартійна, Садковецька середня загальноосвітня школа І ст., вчитель                      |
| 2                         | 4                         | Бабчук Катерина Григорівна   | 2 листопада 2010 р.       | Освіта середня, позапартійна, ПП «Джерело», зав. складом                                                 |
| 3                         | 7                         | Поліщук Наталія Вікторівна   | 2 листопада 2010 р.       | Освіта середня, позапартійна, Садковецька сільська рада, зав. дошкільним навчальним закладом             |
| 4                         | 8                         | Загурний Анатолій Степанович | 2 листопада 2010 р.       | Освіта середня, позапартійний, ПП «Джерело», інженер                                                     |
| 5                         | 11                        | Бабчук Людмила Вікторівна    | 2 листопада 2010 р.       | Освіта вища, позапартійна, Садковецька загальноосвітня школа І ст., директор                             |
| 6                         | 12                        | Кондратюк Ніна Степанівна    | 2 листопада 2010 р.       | Освіта середня, позапартійна, Садковецька загальноосвітня школа І ст., кухар                             |
| Самовисування             |                           |                              |                           | |
| 1                         | 1                         | Ковальчук Іван Васильович    | 2 листопада 2010 р.       | Освіта вища, позапартійний, ПП «Джерело», директор                                                       |
| 2                         | 2                         | Когут Віктор Семенович       | 2 листопада 2010 р.       | Освіта середня, позапартійний, Садковецька сільська рада, секретар ради та виконкому                     |
| 3                         | 5                         | Белінська Світлана Захарівна | 2 листопада 2010 р.       | Освіта середня, позапартійна, Садковецька сільська рада, фельдшерсько-акушерський пункт, завідувачка ФАП |
| 4                         | 6                         | Головатюк Віктор Іванович    | 2 листопада 2010 р.       | Освіта середня, позапартійний, тимчасово не працює                                                       |
| 5                         | 9                         | Свинобой Ігор Володимирович  | 2 листопада 2010 р.       | Освіта вища, позапартійний, тимчасово не працює                                                          |
| 6                         | 10                        | Свинобой Володимир Петрович  | 2 листопада 2010 р.       | Освіта вища, позапартійний, тимчасово не працює                                                          |

## Керівний склад сільської ради
| ПІБ                            | Основні відомості                                                                             | Дата обрання | Дата звільнення |
| ------------------------------ | --------------------------------------------------------------------------------------------- | ------------ | --------------- |
| Свинобой Віталій Володимирович | Сільський голова, 1978 року народження, освіта, член Всеукраїнського об'єднання «Батьківщина» | 26.03.2006   | 31.10.2010      |
| Свинобой Віталій Володимирович | Сільський голова, 1978 року народження, освіта вища, член Партії регіонів                     | 31.10.2010   |                 |

Примітка: таблиця складена за даними джерела